# Charles Rampelberg
Charles Maurice Rampelberg (Tourcoing, 11 de octubre de 1909-Perthes, 18 de marzo de 1982) fue un deportista francés que compitió en ciclismo en la modalidad de pista. Participó en los Juegos Olímpicos de Los Ángeles 1932, obteniendo una medalla de bronce en la prueba de 1 km contrarreloj.

## Medallero internacional
| Juegos Olímpicos | Juegos Olímpicos             | Juegos Olímpicos  | Juegos Olímpicos  |
| Año              | Lugar                        | Medalla           | Competición       |
| ---------------- | ---------------------------- | ----------------- | ----------------- |
| 1932             | Los Ángeles (Estados Unidos) | Medalla de bronce | 1 km contrarreloj |